# Zapp VI: Back by Popular Demand
Zapp VI: Back by Popular Demand é o sexto álbum de estúdio da banda norte-americana de funk, Zapp, lançado em 21 de janeiro de 2002 pela Zapp Town Records.

## Faixas
| N.º            | Título                                         | Duração |  |
| 1.             | "Intro"                                        | 0:51    |  |
| 2.             | "You've Got Mail"                              | 4:15    |  |
| 3.             | "Say You Will Say You Won't"                   | 3:38    |  |
| 4.             | "I Wanna Love You"                             | 4:29    |  |
| 5.             | "She's 'Bout to Roll"                          | 4:13    |  |
| 6.             | "The Discussion"                               | 0:26    |  |
| 7.             | "The Way You Walk and Move"                    | 4:08    |  |
| 8.             | "If You Would Love Me"                         | 3:52    |  |
| 9.             | "This Is Our Song to You"                      | 4:20    |  |
| 10.            | "Be with You Forever"                          | 4:26    |  |
| 11.            | "Late Night Fantasy"                           | 4:41    |  |
| 12.            | "Zapp Is Back"                                 | 3:17    |  |
| 13.            | "Get Up Off the Wall"                          | 3:45    |  |
| 14.            | "I Finally Found What I've Been Searching For" | 5:14    |  |
| Duração total: | Duração total:                                 | 51:35   |  |